# Patrick Moore (PR-Berater)

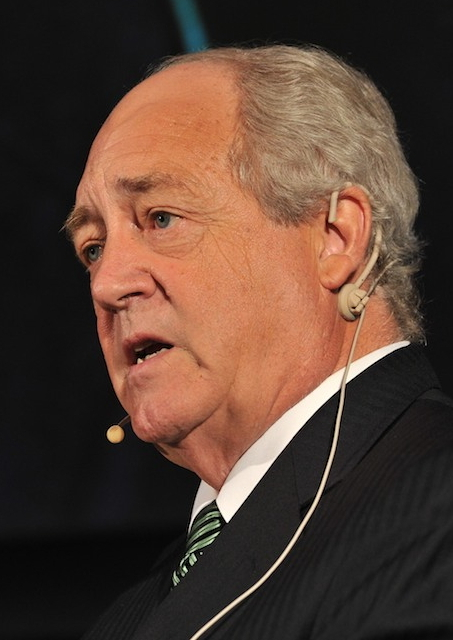
Patrick Moore (2012)

Patrick Moore (* 1947 in Port Alice, British Columbia, Kanada) ist ein kanadischer ehemaliger Umweltaktivist und heutiger PR-Berater. Er war bei der Entstehung von Greenpeace beteiligt und bis 1986 Präsident von Greenpeace Kanada. Moore ist inzwischen Kritiker der Umweltorganisation und ist dabei selbst ein Gründungsmitglied. 1991 gründete er das PR-Unternehmen Greenspirit, dessen Vorsitz er innehat. Tätig war Moore daneben unter anderem für das Holzunternehmen Asia Pulp and Paper.

## Jugend und Zeit als Greenpeace-Aktivist
Moore wuchs in Winter Harbour auf Vancouver Island auf. Er begann an der University of British Columbia Biologie, Forstwissenschaft und Genetik zu studieren. Von 1969 bis 1972 erhielt er ein Stipendium von der Ford Foundation. In den späten 1960er Jahren wurde er ein radikaler Umweltaktivist und gründete 1971 mit Gleichgesinnten die Umweltschutzorganisation Greenpeace, um gegen Wasserstoffbombentests in Amchitka, Alaska zu protestieren. Er war Teilnehmer dieser Schiffsexpedition nach Amchitka – der ersten Greenpeace-Aktion. Nach dieser ersten Reise beschlossen die wichtigsten Besatzungsmitglieder den Namen „Don’t Make a Wave Committee“ formell in „Greenpeace Foundation“ zu ändern. Zu diesen Entscheidungsträgern gehörten die Gründer Robert Hunter, Rod Marining und Ben Metcalfe sowie Patrick Moore.
Im Jahr 1974 erlangte er den Titel Doctor of Philosophy in Ökologie. 1977 wurde Moore Präsident der Greenpeace Foundation. Es kam zu Rechtsstreitigkeiten während dieser Zeit, welche Organisationen sich Greenpeace nennen dürfen und welche nicht. 1979 wurde daraufhin Greenpeace International gegründet. Moore blieb bis 1986 Präsident von Greenpeace Kanada (Nachfolger der Greenpeace Foundation) und wurde bis dahin auch Direktor bei Greenpeace International. In dieser Zeit wurde er zu einem der wahrnehmbarsten Greenpeace-Fürsprecher und führte mehrere bekannte Kampagnen.

## Distanzierung von Greenpeace
In seiner Zusammenarbeit mit der Politik, um seine Vorstellungen von Umweltschutz durchzuführen, kam er zunehmend in Konflikt mit Greenpeace und anderen Umweltschutzorganisationen. 1986 verließ er die Organisation. Als Begründung gab er später an, dass in den 1980ern Extremisten die Organisation übernommen hätten. Laut Tamara Stark von Greenpeace war sein Verlassen nicht unbedingt seine eigene Entscheidung. Während ihm von Seiten der Umweltaktivisten Verrat vorgeworfen wurde, kritisierte Moore die ideologischen Vorstellungen der Greenpeace-Mitglieder, die aufgrund ihrer Protesthaltung zu keinen Kompromissen bereit seien. Nach seinem Ausstieg von 1986 sei die Organisation zu einer Gruppe wissenschaftlicher Analphabeten verkommen.
Moore hat sich seitdem weiterhin als Umweltschützer verstanden und bekräftigte die Kritik in späteren Schriften, z. B. in seinem Buch Confessions of a Greenpeace Dropout: The Making of a Sensible Environmentalist. Er sieht eine Hinwendung der Umweltbewegung zu politischem und sozialem Aktivismus. Zudem würden Kapitalismus- und Globalisierungskritik zunehmend an Bedeutung gewinnen und naturwissenschaftliche oder ökologische Betrachtungen vernachlässigt. Dies führe beispielsweise zur Ablehnung von Forstwirtschaft, Grüner Gentechnik oder Aquakultur trotz erkennbarer Vorteile für Umweltschutz bzw. Hungerbekämpfung und sei fortschrittsfeindlich. Auch werde Armut idealisiert und als noble Lebensführung dargestellt.

## Anschließende Aktivitäten und Ansichten
Nach der Greenpeace-Zeit gründete er das Aquakultur-Unternehmen Quatsino Seafarms, welches er 1991 nach sinkenden Lachspreisen aufgab. 1991 gründete Moore Greenspirit, ein PR-Unternehmen zum Thema Umweltschutz, dessen Vorsitz er innehat. Seit 2006 ist er zusammen mit Christine Todd Whitman als Vorsitzender der Clean and Safe Energy Coalition von Energieunternehmen tätig, einer Organisation, die sich für die Kernenergie einsetzt. 2010 wurde er als Repräsentant des indonesischen Holzunternehmens Asia Pulp & Paper engagiert. Außerdem ist er Direktor von NextEnergy Solutions, einem Unternehmen, das Anlagen zur Nutzung der Geothermie verkauft.
Moore hat neben den Greenspirit-Publikationen für mehrere Medien Artikel verfasst und Interviews gegeben. Er spricht sich für ein Ausweiten der Forstwirtschaft und das vermehrte Einsetzen von Holz als Baumaterial aus. Außerdem empfiehlt er den vermehrten Einsatz von Geothermie. Moore empfahl Deutschland, die Kernkraftwerke länger laufen zu lassen und weitere zu bauen. Nur so könne das CO2-Ziel erreicht werden.

### Gentechnik und Chemieprodukte
In der Ablehnung der Gentechnik sieht er keinen Vorteil für Mensch und Umwelt und empfiehlt den Einsatz von Golden Rice, um den Tod von Kindern durch Vitamin-A-Mangel zu verhindern. Vor dem Hintergrund der Erkenntnisse der WHO über die wahrscheinliche Krebsgefahr durch Glyphosat in Monsantos Produkt Roundup trat Moore an die Medien mit der Aussage, dass Glyphosat völlig unbedenklich sei und man es gefahrlos trinken könnte. Als der Interviewer ihm ein Glas mit Glyphosat anbot, erwiderte Moore, er sei doch kein Idiot, und brach das Interview ab.

### Klimawandel
Moore ist Klimawandelleugner. Im Mai 2019 wurde er Vorsitzender der unter anderem von der Mercer Family Foundation finanzierten Klimaleugnerorganisation CO2 Coalition. Überdies ist er im Beratergremium des Heartland Institutes, einer Lobbyorganisation, die u. a. von der fossilen Energiewirtschaft und der Tabakindustrie finanziert wird.
Moore behauptet, dass der Klimawandel nicht vom Menschen verursacht werde, und bestreitet, dass Kohlenstoffdioxid für den Großteil der bisher beobachteten Erderwärmung verantwortlich sei. Er bestreitet zudem, dass der Klimawandel eine Bedrohung darstellt, und behauptet, dass er vorteilhaft sein könnte, weil Kohlendioxid ein Baustein des Lebens sei.
Moore erklärte, der Green New Deal werde zum „Ende der Zivilisation“ führen, und griff verschiedene demokratische Präsidentschaftskandidaten an, die sich für Klimaschutz einsetzten. Zudem griff er die demokratische Abgeordnete Alexandria Ocasio-Cortez an, die diesen Deal unterstützt, und nannte sie einen „wichtigtuerischen kleinen Trottel“.
Ebenso griff Moore wiederholt die Klimaschutzaktivistin Greta Thunberg an, wobei er vielfach ihren Autismus betonte und sie u. a. als „bösartig“ (evil) bezeichnete. Auch nannte er Thunberg eine „Marionette“, die ihre Reden nicht selber schreibe und in Interviews keine Fragen beantworten könne, weil ihre Aussagen nicht von ihr selbst stammten. Diejenigen, die sie angeblich steuerten, verglich er mit Adolf Hitler. Darüber hinaus sprach er Thunberg das Recht auf politische Partizipation ab. Sie sei minderjährig und es gebe einen Grund, warum Sechzehnjährige nicht wählen oder Auto fahren dürften. Daher habe sie als Minderjährige „kein Recht, andere Menschen im politischen Prozess zu beeinflussen“.
Nach eigenen Angaben war Moore seit 1991 etwa 50 Mal in Deutschland, um Vorträge zu halten. Unter anderem wurde er 2018 von ehemaligen FDP-Abgeordneten zu einer Vortragsreise eingeladen, wobei sich der CDU-Bundestagsabgeordnete Klaus-Peter Schulze sowie die beiden CDU-Kreisverbände Cottbus und Spree-Neiße anschlossen. Gemeinsam organisierten sie eine Veranstaltung in der Braunkohle-Region Lausitz. Bei seiner Rede warf er Politik und Aktivisten Umweltpropaganda vor und behauptete im Widerspruch zum wissenschaftlichen Forschungsstand, dass die Erderwärmung natürlichen Ursprungs sei, von der Sonne verursacht werde und der Kohlenstoffdioxidanstieg in der Erdatmosphäre nicht eine Ursache, sondern vielmehr Folge des Temperaturanstiegs sei. Zudem sprach er sich für die Nutzung von fossilen Energien und Kernenergie aus, denn er wisse, dass deren Einsatz absolut sinnhaft sei. Erneuerbare Energien brächten hingegen nichts, verursachten dafür aber eine Strompreiserhöhung.

### COVID-19
Im April 2020 erklärte Moore, „dass die Computermodelle für die Coronavirus-Pandemie ungefähr so genau sind wie die Computermodelle, die bei der globalen Erwärmung so kläglich versagt haben“. Dies beweise, „dass man eine chaotische, multifaktorielle, nicht-lineare Zukunft nicht vorhersagen kann.“

## Bücher (Auswahl)
- Confessions of a Greenpeace Dropout. Beatty Street Publishing, Vancouver 2010, ISBN 0-9864808-2-7 (Auszug).